# Kathrin Boronová
Kathrin Boronová, později Boron-Kölmová (* 4. listopadu 1969 Eisenhüttenstadt) je bývalá německá veslařka, narozená v NDR a reprezentující jak NDR, tak sjednocené Německo.
Získala čtyři zlaté olympijské medaile na čtyřech po sobě jdoucích letních olympiádách. V Barceloně roku 1992 ve dvojskifu, v Atlantě 1996 v párové čtyřce, v Sydney 2000 ve dvojskifu a v Athénách 2004 v párové čtyřce. Na dalších hrách v Pekingu roku 2008 pak vystoupala na olympijské stupně vítězů naposledy, když získala bronz v párové čtyřce, což byla její pátá olympijská medaile celkově. Krom toho má 8 zlatých medailí z mistrovství světa, dvě získala ještě v dresu NDR, šest pak pro jednotné Německo. V roce 2009 jí Mezinárodní veslařská federace udělila Medaili Thomase Kellera.